# Dinuba, Kalifornien
Dinuba är en stad (city) i Tulare County, i delstaten Kalifornien, USA. Enligt United States Census Bureau har staden en folkmängd på 21 797 invånare (2011) och en landarea på 16,8 km².